# Воронин, Виктор Фёдорович
Виктор Фёдорович Воронин (род. 19 июня 1939 года, Дмитров, Московская область, РСФСР, СССР) — советский и российский учёный-стоматолог, член-корреспондент РАМН (2004), член-корреспондент РАН (2014).
С 1973 по 1991 годы — работал в аппарате Министерства здравоохранения СССР.
С 1991 года — начальник Управления кадров РАМН, одновременно (с 2001 года) — профессор кафедры пропедевтики стоматологических заболеваний Московского государственного медико-стоматологического университета.
В 2004 году — избран членом-корреспондентом РАМН.
В 2014 году — стал членом-корреспондентом РАН (в рамках присоединения РАМН и РАСХН к РАН).
Основные направления научно-практической деятельности: объективная оценка состояния стоматологии на основе применения системного анализа; исследования в области ортопедической стоматологии. Предложил методику протезирования беззубых челюстей.

## Награды
- Орден Почёта (1999)[1]
- Заслуженный работник здравоохранения Российской Федерации (1996)[2]